# Aegyptus

Det romerska imperiet omkring 120 med provinsen Aegyptus rödmarkerad

Aegyptus (latin) var en romersk provins som Augustus skapade efter att ha erövrat området år 31 f.Kr. Den innefattade större delar av nuvarande Egypten förutom Sinaihalvön samt delar av Libyen. Angränsande provinser var Cyrenaica i väst och Arabia petraea i öst. Provinsen var en viktig producent av spannmål till riket.
Aegyptus hade en särställning bland Romarrikets provinser och räknades som kejsarens privata egendom. Senaten hade inget inflytande över dess förvaltning och senatorer var rent av tvungna att begära tillstånd hos kejsaren för att över huvud taget besöka provinsen.